# Grupo Desportivo de Maputo
O Grupo Desportivo de Maputo é um clube desportivo moçambicano, baseado em Maputo, cujas principais modalidades desportivas são o futebol, basquetebol e hóquei em patins. O Desportivo, como é popularmente conhecido, participou no Campeonato Moçambicano de Futebol, onde foi campeão por 8 ocasiões, e no Campeonato Moçambicano de Hóquei em Patins em que chegou a conseguir 11 títulos consecutivos (1994-2004).
O clube foi fundado em 1921, [carece de fontes?], como Grupo Desportivo de Lourenço Marques. O seu nome e emblema foram mudados em 1976, depois da independência nacional moçambicana.
Na história do Desportivo está a sua afiliação ao Sport Lisboa e Benfica, de Lisboa.

## Elenco atual
Legenda
- Capitão
- Jogador lesionado

## Títulos

### Futebol
- (8) Campeonatos Moçambicanos (Moçambola):
  - (2) era colonial: 1957, 1964
  - (6) pós-colonial: 1977, 1978, 1983, 1988, 1995, 2006
- (12) Campeonato Distrital de  Lourenço Marques: 1925, 1926, 1927, 1929, 1937, 1944, 1945, 1946, 1952, 1956, 1957, 1959
- (2) Taça de Moçambique: 1983, 2006
- (2) Taça de Honra de Maputo: 2007, 2008

### Hóquei em Patins
- (3) Campeonato de Portugal: 1969, 1971, 1973
- (15) Campeonato de Moçambique: 1976, 1987, 1994, 1995, 1996, 1997, 1998, 1999, 2000, 2001, 2002, 2003, 2004, 2006, 2010

## Nomes notáveis
- / Mário Coluna
- / Tico-Tico